# Бејликдузу
Бејликдузу (тур. Beylikdüzü) је округ у Турској у вилајету Истанбул. Према процени из 2009. у округу је живело 184.477 становника.

## Становништво
Према процени, у округу је 2009. живело 184.477 становника.
| 1990.  | 2000.  |
| ------ | ------ |
| 15.202 | 97.985 |